# Renzo Prieto
Renzo Prieto es un político venezolano, activista por los derechos humanos y la libertad de Venezuela. Fue elegido como diputado de la Asamblea Nacional.

## Educación
Primaria y Secundaria
Realizó sus estudios entre San Cristóbal y La Grita del Estado Táchira en las siguientes instituciones: 
- Primaria: Escuelas Eugenio Velasco, Monseñor Jauregui.
-Secundaria: Liceos Ángel María Duque, Francisco Alvarado, y Pedro María Morantes.
Nivel Universitario
Egresado de la Universidad Nacional Experimental Libertador - UNET, como Entrenador Deportivo en la Especialidad de Atletismo.

## Detenciones

### En 2014
Prieto fue detenido el 10 de mayo de 2014 en las adyacencias de un centro comercial en Caracas por alrededor de treinta funcionarios del Servicio Bolivariano de Inteligencia Nacional (SEBIN), Policía Nacional Bolivariana (PNB) y de la Dirección General de Contrainteligencia Militar (DGCIM), quienes no se identificaron ni presentaron orden de detención. Prieto fue trasladado a las instalaciones del SEBIN de El Helicoide, donde fue interrogado bajo procedimientos intimidatorios y de violencia psicológica. Según informes de sus allegados, también se le impidió la presencia de un abogado.
La audiencia preliminar de Renzo fue diferida en seis oportunidades, hasta que se le imputaron los delitos de obstrucción contra la seguridad en la vía pública en grado de complicidad, asociación para delinquir y fabricación ilícita de armas en la modalidad de explosivos en grado de complicidad. En el 73.er período de sesiones del Grupo de Trabajo sobre la Detención Arbitraria de las Naciones Unidas, entre el 31 de agosto y el 4 de septiembre de 2015, el grupo calificó la detención de Prieto como arbitraria, producirse como represalia al ejercicio de sus derechos a las libertades de opinión, expresión y participación en la vida política de Venezuela. Debido a que el Estado no presentó fundamentos que justificaran su detención, el Grupo de Trabajo recomendó al gobierno llevar a cabo su liberación inmediata.
A pesar de estar detenido, Prieto resultó elegido como diputado suplente de Gaby Arellano en las elecciones parlamentarias de 2015. Entre el 4 y 17 de diciembre de 2016, Renzo realiza una huelga de hambre en El Helicoide junto con otros 13 detenidos, incluyendo a Gregory Sanabria, para llamar la atención sobre sus casos. En 2017 participó en varias protestas realizadas por un grupo de detenidos en el Helicoide, las cuales según familiares generó castigos como aislamiento, la prohibición de visitas de familiares y abogados y el impedimento del acceso a la luz solar. La audiencia preliminar de apertura de juicio de Prieto fue diferida al menos 32 veces porque los funcionarios del SEBIN se negaban a trasladarlo a los tribunales. Según la legislación venezolano, la audiencia preliminar debió haberse efectuado dos meses y medio después de su arresto, y después de cumplirse dos años sin haberse iniciado el juicio Prieto debió continuar el proceso en libertad. Después de estar detenido por cuatro años, durante los cuales no recibió atención médica, fue excarcelado junto con el diputado Gilber Caro y otros 40 presos políticos.

### En 2019
El 6 de abril en Maracaibo, Estado Zulia, era  reprimida por la Guardia Nacional Bolivariana (GNB), la manifestación opositores en la Avenida Bella Vista, de esa ciudad al oeste del país era detenido Prieto mientras exigía la libertad de su compañera Diputada Nora Bracho, junto a Prieto era también detenido personas de su equipo como José Riera y Gregori Sanabria, ambos miembros de Voluntad Popular. Fue un día de fuertes ataques de civiles y uniformados contra los opositores, según testigos y activistas políticos. 
El Diputado fue golpeado y robado por los funcionarios de la GNB, posteriormente lo meten a una tanqueta junto a sus compañeros, en dicha tanqueta se encontraba la colega parlamentaria del Zulia Nora Bracho. Horas después ambos parlamentarios fueron liberados, dejando privados de libertad a los compañeros de Prieto, que al otro día los presentarían ante los de tribunales y al finalizar la audiencia serían puestos en libertad bajo medidas cautelares.
El 1 de julio, mientras ingresaba al país por la frontera terrestre con Colombia entra al Estado Tachira (Venezuela) y el Norte de Santander (Colombia), era detenido del lado venezolano por la GNB y conjuntamente con migración; permaneció horas incomunicado y con amenazas de ir nuevamente a prisión. Ya en horas de la noche fue liberado sin antes haber sido retenido su pasaporte.

### En 2020
En 2020, durante una manifestación de Juan Guaidó, en protesta contra la disrupción de las elección de la Comisión Delegada de la Asamblea Nacional de Venezuela de 2020, y posterior sesión de la AN ese día. Al término de las actividades de ese dio (10 de marzo) Renzo Prieto fue detenido junto a otros dos diputados y 3 civiles. Los dos diputados fueron liberados junto a una civil, pero Prieto fue llevado en custodia, siendo privado nuevamente de libertad sin argumento junto a dos jóvenes del Táchira. En esta ocasión Prieto duró 5 meses 21 días aislado, sin comunicación con sus abogados o familiares, hacinado en un calabozo sin derecho a luz solar, baño, alimentación, visitas u otro tipo de derecho. Hasta que fue puesto en libertad el 31 de agosto de ese mismo año por un decreto del régimen de Maduro.